# Малиновка (Яйський округ)
Мали́новка (рос. Малиновка) — присілок у складі Яйського округу Кемеровської області, Росія.

## Населення
Населення — 41 особа (2010; 61 у 2002).
Національний склад (станом на 2002 рік):
- росіяни — 100 %